# Ettendorf, Labot
Ettendorf je naselje v Občini Labot v Okraju Volšperk na Koroškem v Avstriji.